# 關西機場站
關西機場站（日语：／ Kansai-kūkō eki */?）是屬於南海電氣鐵道（南海電鐵）和西日本旅客鐵道（JR西日本）的鐵路車站，位於大阪府泉南郡田尻町。本站於2000年（平成12年）入選近畿車站百選（第一回）。車站月台的北半部份多位於大阪府泉佐野市的轄區內。

## 概要
本站作為通往大阪的门户關西國際機場具有鐵路終點站的功能，並被選為首批近畿車站百選。南海電鐵和JR西日本的關西機場線都使用该站且作為終點站。
運輸用IC卡既可用於南海電鐵和JR西日本，也可用於PiTaPa和ICOCA，以及用於全國互用服務的其他IC卡。最初南海電鐵和JR西日本從新年前夜到元旦整晚通宵运营，但是幾年後就結束了。

## 歷史
- 1994年（平成6年）
  - 6月15日 - 為方便機場工作人員出入機場，此站啟用。
  - 9月4日 - 關西國際機場啟用。
- 1995年（平成7年）1月17日 - 發生阪神大地震，因路線受損而暫停營運。
- 2003年（平成15年）11月1日 - 「ICOCA」開始能於JR西日本車站使用[1]。
- 2006年（平成18年）7月1日 - 「PiTaPa」開始能於南海電鐵車站使用。
- 2012年（平成24年）4月1日 - 南海電鐵導入車站編號，本站編號NK32。
- 2016年（平成28年）2月16日 - JR西日本更新都市網路運行管理系統（アーバンネットワーク運行管理システム）及車站自動播音。
- 2018年（平成30年）
  - 3月17日 - JR西日本導入車站編號，本站編號JR-S47。
  - 9月4日 - 受到燕子颱風影響，機場聯絡橋公路橋面遭走錨漂流的貨船撞擊[2]，連帶損害鐵路的架空電車線，以致鐵路無法通行而暫停營運[3]。
  - 9月18日 - 鐵路修復後恢復通車[4]。

## 車站構造

### 南海電氣鐵道
本站為島式月台1面2線的地面車站，大堂和月台均設於JR西日本旁邊。

### 月台配置
| 月台 | 路線   | 目的地                           | 車種                                       |
| ---- | ------ | -------------------------------- | ------------------------------------------ |
| 1、2 | 機場線 | 難波、和歌山市（泉佐野轉乘）方向 | 特急Rapi:t（主要為1號月台） 機場急行、普通 |

### JR西日本
本站為島式月台1面2線的地面車站。

#### 月台配置
| 月台 | 路線       | 目的地                                             | 車種                     |
| ---- | ---------- | -------------------------------------------------- | ------------------------ |
| 3    | 關西機場線 | 天王寺、大阪、大阪環狀線、和歌山（日根野轉乘）方向 | 關空快速、直通快速、穿梭 |
| 4    | 關西機場線 | 天王寺、新大阪、京都方向                           | 關空特急遙、關空快速     |

## 相鄰車站
南海電氣鐵道
 機場線

- ■特急「Rapi:t」到發站

■機場急行、■普通
臨空城（NK31）－關西機場（NK32）
西日本旅客鐵道
 關西機場線
- 特急「遙」到發站

■關空快速、■直通快速、■穿梭（普通）
臨空城－關西機場

## 外部連結
- 關西機場 - 南海電氣鐵道
- 關西機場｜車站資訊：JR出門網 - 西日本旅客鐵道